# Polyrhachis armata
Polyrhachis armata é uma espécie de formiga do gênero Polyrhachis, pertencente à subfamília Formicinae.